# Homenatge a Miró
Homenatge a Miró, és una peça abstracta realitzada pel pintor Joan Abelló i Prat l’any 1961, moment en el qual l’artista català es troba experimentant noves tècniques, textures i materials. En aquesta etapa crearà les sèries “Especialista”, “Sideral”, “De lletres”, “De illes” i les anomenades “Joies”, a les quals pertany aquesta peça. L’obra forma part de la col·lecció del Museu Abelló.

## Descripció de l'obra
Homenatge a Miró, es tracta d’una composició vertical abstracta. Té el fons blau, de diferents tonalitats: destaca, vorejant la composició per tots costats menys pel superior, una franja blava gruixuda. A la part superior hi ha una densa i gruixuda pinzellada diagonal groga amb una taca rodona de color vermell al costat esquerre. A sota, set franges de tonalitats platejades omplen la part central de la composició realitzada a partir d’una mena de cintes enganxades. En mig d’aquestes cintes ressalta, encara que de forma molt subtil, algunes restes de pintura del mateix to vermell que la taca rodona, amb el qual el pintor també firma la peça a l’angle inferior dret. En la superfície del fons, sota les cintes, s'intueix també una taca d’un color blau més clar que la resta i que crea una sensació de volum, profunditat i joc de capes entre els diferents elements.
La peça és un clar exemple de l'esperit inquiet d’Abelló, que el portarà a la necessitat d’experimentar constantment els seus principis de la plàstica i el concepte. Aquest esperit va provocar l'experimentació del pintor amb el seu Explosivisme, tècnica que el duu a allunyar-se de la figuració i apropiar-se de mica en mica a l’abstracció.

## Estil d'Abelló als 60
Aquesta peça, quant a estil, pertany al període explosiu no figuratiu: en paraules de Josep Fèlix Bentz (1999) la figuració va donant pas a la matèria per si mateixa, a les noves textures aconseguides, alhora que no és aliè als forts corrents de les avantguardes abstractes. Sense adornar-se’n la seva obra es va aproximant a l’abstracció, com bé ho confirma la crítica de l’època, que destaca precisament aquesta tendència els orígens de la qual està en l’apassionament del color, les formes i la matèria.
Aquesta incursió al món de l’abstracció es produirà a principis de la dècada dels seixanta, encara que sigui un acte puntual en la seva trajectòria artística, i aquesta peça n’és un exemple ben clar: es tracta d’un homenatge a Miró, en la mateixa línia que un altre Homenatge a Tàpies, on es pot observar, com deia el mateix Abelló, la influència que li han proporcionat els plans i les vistes de la terra que ha observat al viatjar en avió, amb els ventalls de colors i de relleus tan variats i alhora diferents: és l'exercici de veure les coses des d’un altre punt de vista, amb un altre enfocament, tal com es pot fer també en la pintura. Malgrat això, i en plena efervescència informalista en el món artístic català del moment, Abelló no aconseguirà una identificació completa amb l’abstracció total donat que troba a faltar sempre un mínim referent figuratiu.

## Exposicions
- Abelló, Biblioteca de Catalunya, Barcelona, 16/04/1974 - 30/04/1974

- Abelló en Madrid, Museu de la Ciudad, Madrid, 07/10/2004 - 28/11/2004

- Abelló, un tast, Museu Abelló, 12/12/2012